# Сонячне радіовипромінювання
Сонячне радіовипромінювання — це випромінювання електромагнітних хвиль в радіодіапазоні, що генерується Сонцем, переважно з нижніх і верхніх шарів його атмосфери, тобто хромосфери та корони. Сонце виробляє радіовипромінювання за допомогою чотирьох відомих механізмів, кожен з яких працює переважно шляхом перетворення енергії рухомих електронів на електромагнітне випромінювання. Чотири механізми випромінювання — це теплове гальмівне випромінювання, гіромагнітне випромінювання, плазмове випромінювання та електронно-циклотронне мазерне випромінювання. Перші два є некогерентними механізмами, що означає, що вони є сумою випромінювання, що генерується незалежно багатьма окремими частинками. Ці механізми в першу чергу відповідають за постійне «фонове» випромінювання, яке повільно змінюється в міру розвитку структур в атмосфері. Останні два процеси є когерентними механізмами, що стосуються особливих випадків, коли випромінювання ефективно виробляється на певному наборі частот. Когерентні механізми можуть створювати набагато більші яскраві температури (інтенсивності) та в першу чергу відповідають за інтенсивні сплески випромінювання, які називаються сонячними радіоспалахами. Вони побічними продуктами тих самих процесів, що призводять до інших форм сонячної активності, таких як сонячні спалахи та корональні викиди маси.